# Уткин, Валерий Иванович
Вале́рий Ива́нович У́ткин (род. 5 января 1955) — российский дипломат. Чрезвычайный и полномочный посол (2015).

## Биография
Окончил Институт стран Азии и Африки при МГУ им. М. В. Ломоносова (1977). На дипломатической работе с 1984 года.
- В 1994—1996 годах — первый секретарь Посольства России в Эритрее.
- В 1996—1997 годах — советник Посольства России в Эритрее.
- В 1997—1998 годах — советник Департамента Африки МИД России.
- В 1998—2000 годах — начальник отдела Департамента Африки МИД России.
- В 2000 году — и. о. заместителя директора Департамента Африки МИД России.
- В 2000—2004 годах — заместитель директора Департамента Африки МИД России.
- С 6 февраля 2004 по 14 октября 2008 года — чрезвычайный и полномочный посол Российской Федерации в Уганде[2][3].
- В 2009—2010 годах — заместитель директора Департамента Африки МИД России.
- С 29 октября 2010 по 23 июня 2014 года — чрезвычайный и полномочный посол Российской Федерации в Эфиопии и полномочный представитель при Африканском союзе в Аддис-Абебе по совместительству[4][5].
- В 2014—2017 годах — директор Департамента Африки МИД России, специальный представитель министра иностранных дел по связям с африканскими региональными организациями.
- С 24 июля 2017 по 19 августа 2022 года — чрезвычайный и полномочный посол Российской Федерации в Намибии[6][7].

## Семья
Женат, имеет взрослую дочь.

## Дипломатический ранг
- Чрезвычайный и полномочный посланник 2 класса (7 мая 2005)[8].
- Чрезвычайный и полномочный посланник 1 класса (25 июля 2011)[9].
- Чрезвычайный и полномочный посол (22 декабря 2015)[10].